# Le Wast
Le Wast ist eine französische Gemeinde mit 203 Einwohnern (Stand: 1. Januar 2022) im Département Pas-de-Calais in der Region Hauts-de-France (vor 2016 Nord-Pas-de-Calais). Sie gehört zum Arrondissement Boulogne-sur-Mer und zum Kanton Desvres. 

## Geographie
Le Wast liegt etwa 13 Kilometer ostnordöstlich von Boulogne-sur-Mer. Die Gemeinde gehört zum Regionalen Naturpark Caps et Marais d’Opale. Hier befindet sich auch die Parkverwaltung.
Umgeben wird Le Wast von den Nachbargemeinden Colembert im Norden und Osten, Alincthun im Süden sowie Bellebrune im Süden und Westen.

## Bevölkerungsentwicklung
| Jahr                      | 1962 | 1968 | 1975 | 1982 | 1990 | 1999 | 2006 | 2013 |
| Einwohner                 | 216  | 200  | 195  | 171  | 185  | 180  | 194  | 203  |
| Quelle: Cassini und INSEE |      |      |      |      |      |      |      |      |

## Sehenswürdigkeiten
- Kirche Saint-Michel aus dem 11. Jahrhundert, seit 1913 Monument historique
- Herrenhaus Le Huisbois aus dem Jahre 1755

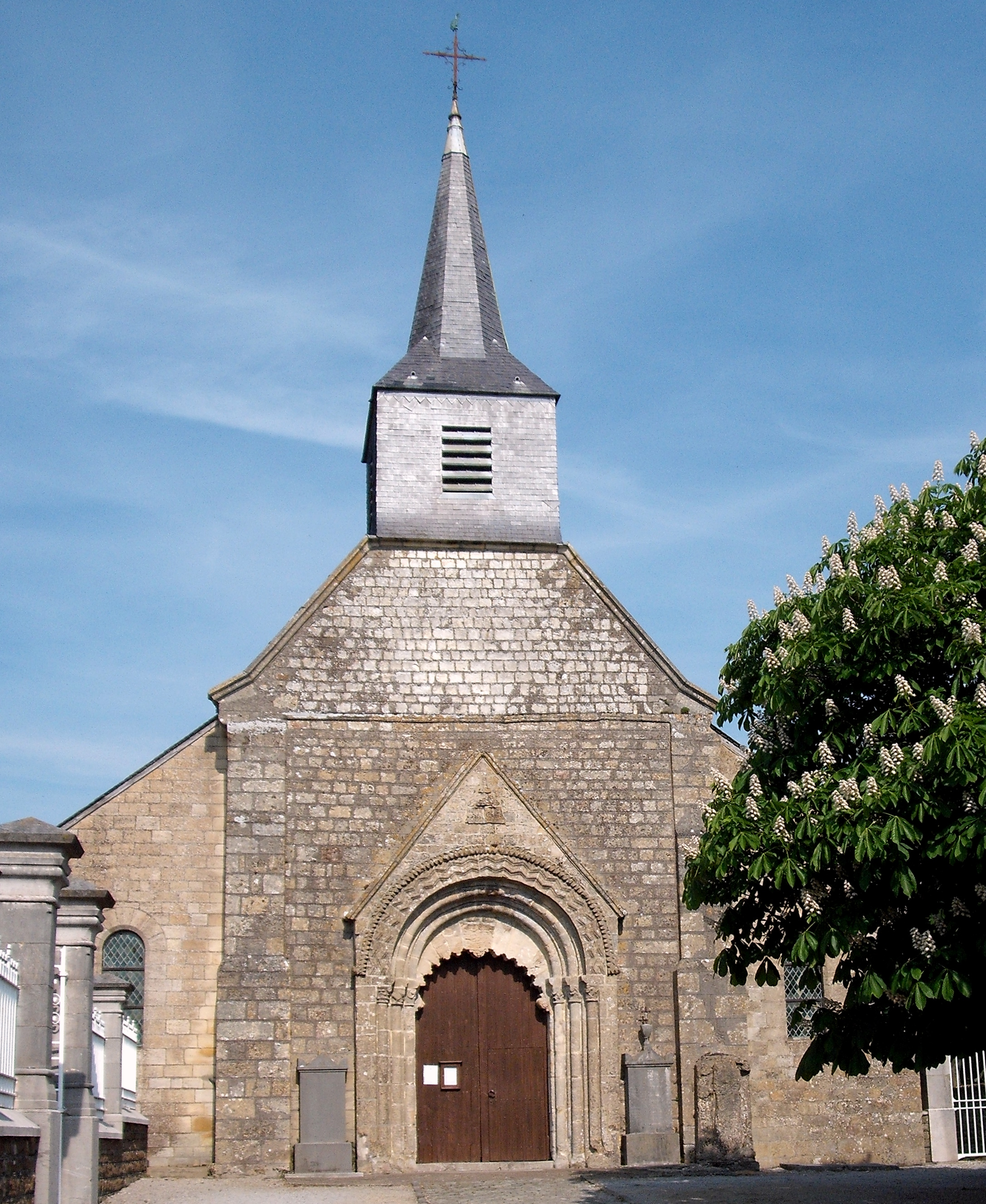
Kirche Saint-Michel
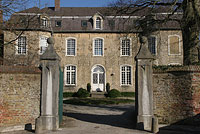
Herrenhaus von Le Huisbois